# Yvon Lainé
Yvon Lainé est un footballeur français né le 16 septembre 1956 à Évian-les-Bains en Haute-Savoie.
Il évolue au poste de milieu de terrain au Club sportif de Thonon de 1977 à 1984 avec lequel il connaît deux promotions de suite en 1978 (champion de division d'Honneur) et 1979 (deuxième place du groupe Sud de Division 3 qui permet à l'équipe d'accéder à la deuxième division), après être passé par Évian-les-Bains Sports (qui évoluait alors en Promotion d'Honneur).

## Biographie
Yvon Lainé arrive au CS Thonon en 1977 alors que l'équipe joue sa septième saison consécutive en division d'Honneur du Lyonnais et qu'elle a fini vice-championne l'année d'avant, déjà sous les ordres de l'entraîneur-joueur (au poste de gardien) Jean-Pierre Carayon. Les thononais remportent le championnat avec 63 points, 15 victoires, 7 nuls, 4 défaites et une différence de but positive de 32, à 3 points du FC Valence. Il fait partie des joueurs originaires du Chablais qui constituent alors l'effectif du CS Thonon, avec entre autres Christian Béchet, Rodolphe Costa, Michel et René Champeau. Autre fait marquant de la saison, le CST signe un exploit en Coupe de France puisqu'il élimine en décembre au stade Joseph Moynat le FC Gueugnon lors du 7e tour, alors que le club des forgerons plafonne alors en haut de tableau en deuxième division. Les haut-savoyards l'emportent sur le score de 2 buts à 1 et c'est Yvon Lainé qui donne la victoire aux Chablaisiens sur pénalty. En 32e de finale, match qui se joue au Parc des sports d'Annecy devant 3185 personnes le 29 janvier, le CST est sorti par le FC Martigues 2 buts à 0 (malgré la présence dans l'équipe de Lainé, titulaire pour ce match comme pour la plupart des matchs de la saison).
La saison suivante, l'équipe garde la structure des années précédentes, soit un noyau dur de jeunes joueurs chablaisiens qui ne se posaient « pas trop de questions » et pour qui « le foot reste secondaire » (selon leurs propres mots), et dont Lainé, originaire d'Évian, est membre. Malgré un début de saison difficile, les jaunes et bleus se hissent, à la surprise générale, dans le haut du classement puis finissent deuxièmes du championnat derrière la réserve professionnelle de l'AS Monaco et surtout première équipe amateur, obtenant ainsi le ticket pour la deuxième division dès l'année de leur promotion en division 3. Yvon Lainé est à nouveau une pièce importante du jeu du CST puisqu'il joue 29 matchs et marque 6 buts cette année-là. De nouveau, l'équipe fait un beau parcours en Coupe de France, puisqu'elle gagne au 7e tour puis en 32e. Le tirage au sort la fait jouer les 16e de finale contre le FC Nantes. Au match aller à domicile, les deux équipes se séparent sur un match nul un but partout. Au match retour, le FC Nantes élimine les « jaunes et bleu » (3-1) ce qui permet aux Canaris (quelques victoires plus tard) de remporter cette compétition,.
Lainé restera au club jusqu'en 1984 et est un de ceux qui aura joué le plus de matchs à Thonon en deuxième division, jouant une trentaine de matchs chaque saison. Pendant ces 5 saisons, le CS Thonon va tout à bord réussir à se maintenir facilement (4e en 1980 et 7e en 1981), puis rapidement jouer même la montée en première division (défaite en barrage face au FC Mulhouse en 1982 à la suite d'une deuxième place en championnat) avant de connaître des problèmes en internes avec les démissions simultanées en 1984 de l'entraîneur Jean-Pierre Carayon et du président du club Michel Frossard,.